# Gökturkiska khaganatet

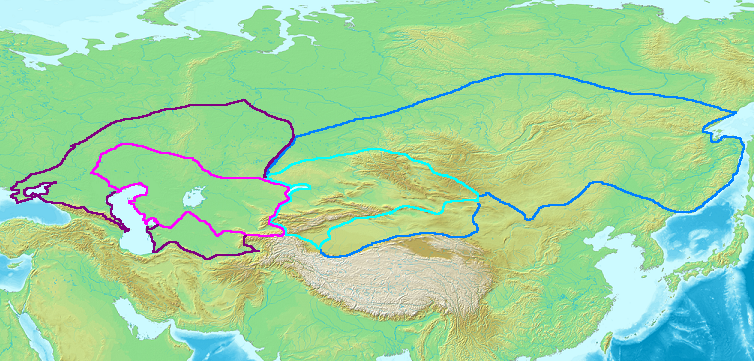
Västra och östra Gökturkiska khaganaten vid sin största utbredning kring 600 e.Kr. Ljus linje direkt styre, mörk linje influensområde.

Gökturkiska khaganatet var ett asiatiskt rike styrt av turkiska nomader under 500-700-talen e.Kr. Namnet kommer från namnet på de turkiska stammarna - gök med betydelsen "blå" eller med hänvisning till himlen. En khagan är en överordnad häskare, alltså ofta en högre titel än khan.
Från sina ursprungstrakter kring floden Orchon i dagens Mongoliet erövrade turkarna  stora delar av Centralasien. Riket föll snart sönder i en östlig och en västlig del.